# Joaquim Nabuco
Joaquim Nabuco là một đô thị thuộc bang Pernambuco, Brasil. Đô thị này có diện tích 115,62 km², dân số năm 2007 là 15953 người, mật độ 137,98 người/km².